# Zazi w metrze
Zazi w metrze (franc. Zazie dans le métro) – powieść francuskiego pisarza Raymonda Queneau, opublikowana w 1959. Książka zajęła 36 miejsce na liście 100 książek XX wieku według „Le Monde”.
Kilkunastoletnia Zazi wraz z matką przyjeżdża do Paryża i zostaje na dwa dni oddana pod opiekę wuja Gabriela. Potężny mężczyzna pracuje w kabarecie jako tancerka (przebiera się w kobiece ubrania), a wśród jego przyjaciół znajduje się spora grupa podobnych mu oryginałów. Marzeniem Zazi jest przejażdżka metrem, jednak pracownicy podziemnej kolei właśnie strajkują. Dziewczynka ucieka z mieszkania wuja i jego żony, podczas wędrówki po mieście poznaje nowych ludzi oraz przeżywa zwariowane przygody. Ostatecznie do metra nie trafi.
Zazi w metrze jest jedną z najbardziej znanych książek Queneau. Przy jej pisaniu wykorzystał słownictwo gwarowe, stworzone przez siebie neologizmy oraz gry słowne. W 1960 powieść zekranizował Louis Malle (Zazie w metrze).
Na język polski przetłumaczyła Maryna Ochab, która uzyskała nagrodę „Literatury na Świecie” 2005.